# Список губернаторов Мэриленда
Губернатор Мэриленда (англ. Governor of Maryland) — глава исполнительной власти американского штата Мэриленд и главнокомандующий вооружёнными силами штата. Губернатор является высшим должностным лицом в штате, а конституционные полномочия губернаторов Мэриленда делают их одними из самых влиятельных губернаторов в Соединённых Штатах.

## История
После американской революции (1775—1783) в штате Мэриленд было четыре конституции, в каждой из которых были указаны разные сроки полномочий и методы выбора губернаторов. Согласно конституции 1776 года, губернаторы назначались законодательным органом (Генеральной Ассамблеей) сроком на один год и могли быть переизбраны ещё на два срока. Поправка к конституции 1838 года разрешила прямые выборы губернаторов сроком на 3 года, хотя губернаторы и происходили из чередующихся избирательных округов регионов. В конституции 1851 года сроки полномочий губернаторов были увеличены до четырёх лет, а конституция 1864 года упразднила избирательные округа для губернаторских выборов. С тех пор в соответствии с действующей Конституцией Мэриленда 1867 года, в которую были внесены значительные поправки, губернаторы избирались всем штатом Мэриленд на четыре года.
Губернаторы Мэриленда ограничены двумя сроками подряд, что даёт бывшим губернаторам с двумя сроками право баллотироваться после четырех лет отсутствия на посту. Томас Сим Ли, Дэниел Мартин и Роберт Боуи несколько раз подряд занимали посты губернатора. Альберт К. Ричи дольше всех был губернатором Мэриленда, проработав на этой должности почти 15 лет (1920—1935). В Мэриленде ещё никогда не было женщины-губернатора, хотя c 1974 года четыре женщины баллотировались на эту должность. Кэтлин Кеннеди Таунсенд занимала должность вице-губернатора при Пэррисе Гленденинге с 1995 по 2003 год, став первой, и пока последней женщиной, занимавшей эту должность.
Нынешним губернатором является демократ Уэс Мур, вступивший в должность 18 января 2023 года.
Должность вице-губернатора Мэриленда была введена Конституцией штата 1864 года, упразднена в 1867 году и восстановлена в 1970 году.

## Отбор и квалификация
Как и большинство руководителей американских штатов, губернатор Мэриленда избирается гражданами штата на четырёхлетний срок. Согласно Конституции Мэриленда, губернатор может баллотироваться любое количество раз, но не более двух раз подряд. Это позволяет губернатору с двумя сроками снова баллотироваться, но после того, как он не занимал пост хотя бы один срок. Кандидат на пост губернатора Мэриленда должен быть не моложе 30 лет, а также проживать и быть зарегистрированным избирателем в Мэриленде в течение пяти лет, предшествующих выборам. Кандидаты, отвечающие этому минимальному требованию, должны подать свою кандидатуру в Избирательную комиссию штата Мэриленд, уплатить регистрационный сбор, раскрыть финансовую информацию и создать юридический финансовый орган избирательной кампании. Губернатор, как и все официальные лица штата в Мэриленде, избирается в чётные годы, когда не проводятся выборы президента Соединённых Штатов.

## Список губернаторов штата Мэриленд
Политические партии
| Федералисты | Демократы-республиканцы | Национал-республиканцы | Демократы | Виги | Конституционный Союз | Республиканцы |
| ----------- | ----------------------- | ---------------------- | --------- | ---- | -------------------- | ------------- |
| 8           | 9                       | 3                      | 30        | 3    | 1                    | 9             |

| #     | Портрет | Губернатор           | Срок полномочий      | Срок полномочий      | Срок полномочий | Вице-губернатор                                             | Партия                 | Прим. |
| #     | Портрет | Губернатор           | Вступил в должность  | Покинул должность    | Дни             | Вице-губернатор                                             | Партия                 | Прим. |
| ----- | ------- | -------------------- | -------------------- | -------------------- | --------------- | ----------------------------------------------------------- | ---------------------- | --- |
| 1     |         | Томас Джонсон        | 21 марта 1777 года   | 12 ноября 1779 года  | 982             | Нет                                                         | Независимый            | Первый (неколониальный) губернатор Мэриленда |
| 2     |         | Томас С. Ли          | 12 ноября 1779 года  | 22 ноября 1782 года  | 1106            | Нет                                                         | Независимый            | |
| 3     |         | Уильям Пака          | 22 ноября 1782 года  | 26 ноября 1785 года  | 1100            | Нет                                                         | Независимый            | |
| 4     |         | Уильям Смолвуд       | 26 ноября 1785 года  | 24 ноября 1788 года  | 1094            | Нет                                                         | Независимый            | |
| 5     |         | Джон Э. Ховард       | 24 ноября 1788 года  | 14 ноября 1791 года  | 1085            | Нет                                                         | Федералист             | |
| 6     |         | Джордж Плэтер        | 14 ноября 1791 года  | 10 февраля 1792 года | 88              | Нет                                                         | Федералист             | Умер |
| И. о. |         | Джеймс Брайс         | 10 февраля 1792 года | 5 апреля 1792 года   | 55              | Нет                                                         | Федералист             | Как старший член Губернаторского совета Мэриленда исполнял обязанности губернатора после смерти Плэтера                                                                                      |
| 2     |         | Томас С. Ли          | 5 апреля 1792 года   | 14 ноября 1794 года  | 953             | Нет                                                         | Федералист             | |
| 7     |         | Джон Х. Стоун        | 14 ноября 1794 года  | 17 ноября 1797 года  | 1099            | Нет                                                         | Федералист             | |
| 8     |         | Джон Генри           | 17 ноября 1797 года  | 14 ноября 1798 года  | 362             | Нет                                                         | Демократ-республиканец | |
| 9     |         | Бенджамин Огл        | 14 ноября 1798 года  | 10 ноября 1801 года  | 1091            | Нет                                                         | Федералист             | |
| 10    |         | Джон Фрэнсис Мерсер  | 10 ноября 1801 года  | 13 ноября 1803 года  | 733             | Нет                                                         | Демократ-республиканец | |
| 11    |         | Роберт Боуи          | 13 ноября 1803 года  | 10 ноября 1806 года  | 1093            | Нет                                                         | Демократ-республиканец | |
| 12    |         | Роберт Райт          | 10 ноября 1806 года  | 9 июня 1809 года     | 942             | Нет                                                         | Демократ-республиканец | |
| 13    |         | Эдвард Ллойд V       | 9 июня 1809 года     | 16 ноября 1811 года  | 890             | Нет                                                         | Демократ-республиканец | |
| 11    |         | Роберт Боуи          | 16 ноября 1811 года  | 23 ноября 1812 года  | 373             | Нет                                                         | Демократ-республиканец | |
| 14    |         | Левин Уиндер         | 23 ноября 1812 года  | 2 января 1816 года   | 1135            | Нет                                                         | Федералист             | |
| 15    |         | Чарльз К. Риджли     | 2 января 1816 года   | 8 января 1819 года   | 1102            | Нет                                                         | Федералист             | |
| 16    |         | Чарльз Голдсборо     | 8 января 1819 года   | 20 декабря 1819 года | 346             | Нет                                                         | Федералист             | Ушёл из общественной жизни |
| 17    |         | Сэмюэл Спригг        | 20 декабря 1819 года | 16 декабря 1822 года | 1092            | Нет                                                         | Демократ-республиканец | Ушёл из политики |
| 18    |         | Сэмюэл Стивенс-мл.   | 16 декабря 1822 года | 9 января 1826 года   | 1120            | Нет                                                         | Демократ-республиканец | Ушёл из политики |
| 19    |         | Джозеф Кент          | 9 января 1826 года   | 15 января 1829 года  | 1102            | Нет                                                         | Демократ-республиканец | |
| 20    |         | Дэниел Уильямс       | 15 января 1829 года  | 15 января 1830 года  | 365             | Нет                                                         | Антиджексонианец       | |
| 21    |         | Томас К. Кэрролл     | 15 января 1830 года  | 13 января 1831 года  | 363             | Нет                                                         | Джексонианец           | Проиграв перевыборы ушёл из политики |
| 20    |         | Дэниел Уильямс       | 13 января 1831 года  | 11 июля 1831 года    | 179             | Нет                                                         | Антиджексонианец       | Умер |
| 22    |         | Джордж Говард        | 11 июля 1831 года    | 17 января 1833 года  | 556             | Нет                                                         | Антиджексонианец       | |
| 23    |         | Джеймс Томас         | 17 января 1833 года  | 14 января 1836 года  | 1092            | Нет                                                         | Виг                    | Ушёл из политики |
| 24    |         | Томас Визи           | 14 января 1836 года  | 7 января 1839 года   | 1089            | Нет                                                         | Виг                    | Последний губернатор Мэриленда, выбранный Генеральной ассамблеей |
| 25    |         | Уильям Грейсон       | 7 января 1839 года   | 3 января 1842 года   | 1092            | Нет                                                         | Демократ               | Первый губернатор Мэриленда, избранный всенародно |
| 26    |         | Фрэнсис Томас        | 3 января 1842 года   | 6 января 1845 года   | 1099            | Нет                                                         | Демократ               | Проиграл перевыборы |
| 27    |         | Томас Дж. Пратт      | 6 января 1845 года   | 3 января 1848 года   | 1092            | Нет                                                         | Виг                    | |
| 28    |         | Филип Ф. Томас       | 3 января 1848 года   | 6 января 1851 года   | 1099            | Нет                                                         | Демократ               | |
| 29    |         | Энох Л. Лоу          | 6 января 1851 года   | 11 января 1854 года  | 1101            | Нет                                                         | Демократ               | По состоянию на 2022 год последний губернатор Мэриленда, живший в округе Фредерик. |
| 30    |         | Томас У. Лайгон      | 11 января 1854 года  | 13 января 1858 года  | 1463            | Нет                                                         | Демократ               | Ушёл из политики |
| 31    |         | Томас Х. Хикс        | 13 января 1858 года  | 8 января 1862 года   | 1456            | Нет                                                         | Партия союза           | |
| 32    |         | Огастус Брэдфорд     | 8 января 1862 года   | 10 января 1866 года  | 1463            | Нет                                                         | Республиканец          | Добился принятия Конституции Мэриленда 1864 года, отменившей рабство в штате и лишившей избирательных прав тех, кто воевал за Конфедерацию или помогал ей. Отменена в 1867 году.             |
| 33    |         | Томас Суонн          | 10 января 1866 года  | 13 января 1869 года  | 1099            | Кристофер К. Кокс                                           | Республиканец          | Единственный губернатор Мэриленда, избранный в соответствии с Конституцией 1864 года. В 1868 году был избран в Конгресс.                                                                     |
| 34    |         | Оден Боуи            | 13 января 1869 года  | 10 января 1872 года  | 1092            | Нет                                                         | Демократ               | Первый губернатор Мэриленда, избранным в соответствии с Конституцией 1867 года. |
| 35    |         | Уильям П. Уайт       | 10 января 1872 года  | 4 марта 1874 года    | 784             | Нет                                                         | Демократ               | Ушёл в отставку в связи с избранием в Сенат США |
| 36    |         | Джеймс Б. Грум       | 4 марта 1874 года    | 12 января 1876 года  | 679             | Нет                                                         | Демократ               | Отказался от участия в перевыборах |
| 37    |         | Джон Л. Кэрролл      | 12 января 1876 года  | 14 января 1880 года  | 1463            | Нет                                                         | Демократ               | |
| 38    |         | Уильям Т. Хэмилтон   | 14 января 1880 года  | 9 января 1884 года   | 1456            | Нет                                                         | Демократ               | |
| 39    |         | Роберт М. Маклейн    | 9 января 1884 года   | 27 марта 1885 года   | 443             | Нет                                                         | Демократ               | Ушёл в отставку после назначения послом во Францию |
| 40    |         | Генри Ллойд          | 27 марта 1885 года   | 11 января 1888 года  | 1020            | Нет                                                         | Демократ               | Как президент Сената штата Мэриленд исполнял обязанности губернатора после отставки Роберта М. Маклейна. В января 1886 года был избран новым губернатором Законодательным собранием штата.   |
| 41    |         | Элиу Э. Джексон      | 11 января 1888 года  | 13 января 1892 года  | 1463            | Нет                                                         | Демократ               | |
| 42    |         | Фрэнк Браун          | 13 января 1892 года  | 8 января 1896 года   | 1456            | Нет                                                         | Демократ               | |
| 43    |         | Ллойд Лаундс-мл.     | 8 января 1896 года   | 10 января 1900 года  | 1463            | Нет                                                         | Республиканец          | |
| 44    |         | Джон У. Смит         | 10 января 1900 года  | 13 января 1904 года  | 1463            | Нет                                                         | Демократ               | |
| 45    |         | Эдвин Уорфилд        | 13 января 1904 года  | 8 января 1908 года   | 1456            | Нет                                                         | Демократ               | |
| 46    |         | Остин Л. Крозерс     | 8 января 1908 года   | 10 января 1912 года  | 1463            | Нет                                                         | Демократ               | |
| 47    |         | Филлипс Л. Голдсборо | 10 января 1912 года  | 12 января 1916 года  | 1463            | Нет                                                         | Республиканец          | |
| 48    |         | Эмерсон, Харрингтон  | 12 января 1916 года  | 14 января 1920 года  | 1463            | Нет                                                         | Демократ               | |
| 49    |         | Альберт Ричи         | 14 января 1920 года  | 9 января 1935 года   | 5474            | Нет                                                         | Демократ               | Рекордсмен по количеству побед на губернаторских выборах (4 раза подряд) и пребыванию на должности губернатора Мэриленда (почти 15 лет).                                                     |
| 50    |         | Гарри Найс           | 9 января 1935 года   | 11 октября 1939 года | 1726            | Нет                                                         | Республиканец          | Проиграл перевыборы |
| 51    |         | Герберт О’Конор      | 11 октября 1939 года | 3 января 1947 года   | 2651            | Нет                                                         | Демократ               | Первым католик ирландского происхождения, занявший должность губернатора Мэриленда |
| 52    |         | Уильям П. Лэйн-мл.   | 3 января 1947 года   | 10 января 1951 года  | 1468            | Нет                                                         | Демократ               | Проиграл перевыборы |
| 53    |         | Теодор Р. Маккелдин  | 10 января 1951 года  | 14 января 1959 года  | 2926            | Нет                                                         | Республиканец          | Первый губернатор-республиканец в Мэриленде, которые был переизбран |
| 54    |         | Дж. Миллард Тауэс    | 14 января 1959 года  | 25 января 1967 года  | 2933            | Нет                                                         | Демократ               | |
| 55    |         | Спиро Агню           | 25 января 1967 года  | 7 января 1969 года   | 713             | Нет                                                         | Республиканец          | Ушёл в отставку, чтобы стать вице-президентом США |
| 56    |         | Марвин Мандел        | 7 января 1969 года   | 17 января 1979 года  | 3662            | Блер Ли III                                                 | Демократ               | В 1977 году был признан виновным в мошенничестве с использованием почты и рэкете, после чего передал свои обязаности вице-губернатору, вернув их за 2 дня до истечения своего второго срока. |
| И. о. |         | Блер Ли III          | 4 июня 1977 года     | 15 января 1979 года  | 590             | Блер Ли III                                                 | Демократ               | С 4 июня 1977 года и по 15 января 1979 года исполнял обязанности губернатора. |
| 57    |         | Гарри Хьюз           | 17 января 1979 года  | 20 января 1987 года  | 2925            | Сэмюэл Богли (1979—1983) Джей Джозеф Карран-мл. (1983—1987) | Демократ               | |
| 58    |         | Уильям Д. Шефер      | 20 января 1987 года  | 18 января 1995 года  | 2920            | Мелвин Стайнберг                                            | Демократ               | |
| 59    |         | Паррис Гленденинг    | 18 января 1995 года  | 15 января 2003 года  | 2919            | Кэтлин К. Townsend                                          | Демократ               | |
| 60    |         | Боб Эрлих            | 15 января 2003 года  | 17 января 2007 года  | 1463            | Майкл Стил                                                  | Республиканец          | Первый республиканец—губернатор Мэриленда с 1966 года, когда Спиро Агню одолел демократа, выступавшего за расовую сегрегацию Проиграл перевыборы                                             |
| 61    |         | Мартин О’Мэлли       | 17 января 2007 года  | 21 января 2015 года  | 2926            | Энтони Браун                                                | Демократ               | |
| 62    |         | Ларри Хоган          | 21 января 2015 года  | 18 января 2023 года  | 2919            | Бойд Резерфорд                                              | Республиканец          | |
| 63    |         | Уэс Мур              | 18 января 2023 года  | Действующий          | 912             | Аруна Миллер                                                | Демократ               | |